# Кель-Шейх (балка)
Кєль-Шейх (крим. Kel Şeyh) — маловодна балка в Україні у Євпаторійському районі Автономної Республіки Крим, на Кримському півострові, басейн Ак-Мечетського озера.

## Опис
Довжина річки 18 км, найкоротша відстань між витоком і гирлом — 11,85 км, коефіцієнт звивистості річки — 1,52. Формується багатьма безіменними балками та загатами.

## Розташування
Бере початок на південно-східній околиці села Красносільське (до 1944 року — Кунан, крим. Qunan)  на південно-західних схилах Тарханкутської височини. Спочатку тече на північний схід потім на північний захід і у селищі Чорноморське (до 1944 року — Акме́чит, Ак-Мече́ть; крим. Aqmeçit)  впадає у озеро Ак-Мечетське.
Населені пункти вздовж берегової смуги: Новосільське (крим. Novosilske) 

## Цікаві факти
- Балка розміщена у Воронцовському парку[3].
- У пригирловій частині балку перетинають автошляхи Т 0108 (автомобільний шлях територіального значення в Автономній Республіці Крим, Чорноморське — Євпаторія) та Т 0107 (автомобільний шлях територіального значення в Автономній Республіці Крим, Чорноморське — Роздольне — Воїнка)[3].
- У минулому столітті в долині балки існували села: Смушкове[ru] (до 1948 року Кель-Шейх, крим. Kel Şeyh)) та Арабаджа[4].